# Pseudomma australe
Pseudomma australe är en kräftdjursart som först beskrevs av Georg Ossian Sars 1884.  Pseudomma australe ingår i släktet Pseudomma och familjen Mysidae. Inga underarter finns listade i Catalogue of Life.